# Regiones autónomas de Portugal

Islas autónomas en círculos.

En Portugal existen dos regiones autónomas insulares, además de los dieciocho distritos administrativos en territorio peninsular. Una región autónoma portuguesa se encuentra dotada de estatutos político-administrativos y de órganos gubernamentales propios. 
La Asamblea Regional y el Gobierno Regional son órganos del Gobierno propios de la región. 
La Asamblea Regional es elegida por sufragio universal directo y secreto, por el método de la representación proporcional. 
Las regiones autónomas portuguesas son los archipiélagos de las Azores y el de Madeira. 
La soberanía de la República está representada, en las regiones autónomas, por un ministro de la República, cuyos nombramiento y destitución compete al Presidente de la República bajo propuesta del Gobierno. 
El presidente del Gobierno Regional es nombrado por el ministro de la República, de acuerdo con los resultados electorales a la Asamblea Regional. 
El cargo de presidente de Gobierno Regional de Madeira lo desempeña el conservador Miguel Albuquerque del PPD-PSD, mientras en las Azores el cargo lo ocupa el socialista (PSD) José Manuel Bolieiro.

## Constitución
Las regiones autónomas se establecieron debido a su situación geográfica, económica, social y cultural, así como a sus aspiraciones autónomas históricas de sus poblaciones insulares. Aunque es una autonomía político-administrativa, la constitución portuguesa especifica una conexión regional y nacional, obligando a sus administraciones a mantener los principios democráticos y a promover los intereses regionales, al tiempo que refuerza la unidad nacional. La tercera cláusula del artículo 255 de la Constitución portuguesa se refiere específicamente al mantenimiento de la integridad y soberanía nacionales del Estado portugués.

## Administración
Según lo definido por la constitución portuguesa y otras leyes, una región autónoma posee su propio estatuto político y administrativo y tiene su propio gobierno. Las ramas del Gobierno son el Ejecutivo regional (Gobierno Regional) y la Asamblea Legislativa (conocida como la Asamblea Regional). la asamblea se elige por sufragio universal, utilizando el método D'Hondt de representación proporcional.
Originalmente, la soberanía de la República Portuguesa estaba representada en cada región autónoma por el ministro de la República, propuesto por el Gobierno de la República y nombrado por el presidente de la República. Una vez aprobada la sexta enmienda a la Constitución portuguesa en 2006, el ministro de la República fue sustituido por un Representante de la República menos poderoso, nombrado por el presidente, tras escuchar al Gobierno, pero de otro modo es una prerrogativa presidencial.
El presidente del Ejecutivo Regional (el presidente del Gobierno Regional) es nombrado por el representante de la República de acuerdo con los resultados de la elección a las asambleas legislativas.
Lista de las Regiones Autónomas Portuguesas: 
- Región Autónoma de las Azores
- Región Autónoma de Madeira